# 腎症候性出血熱

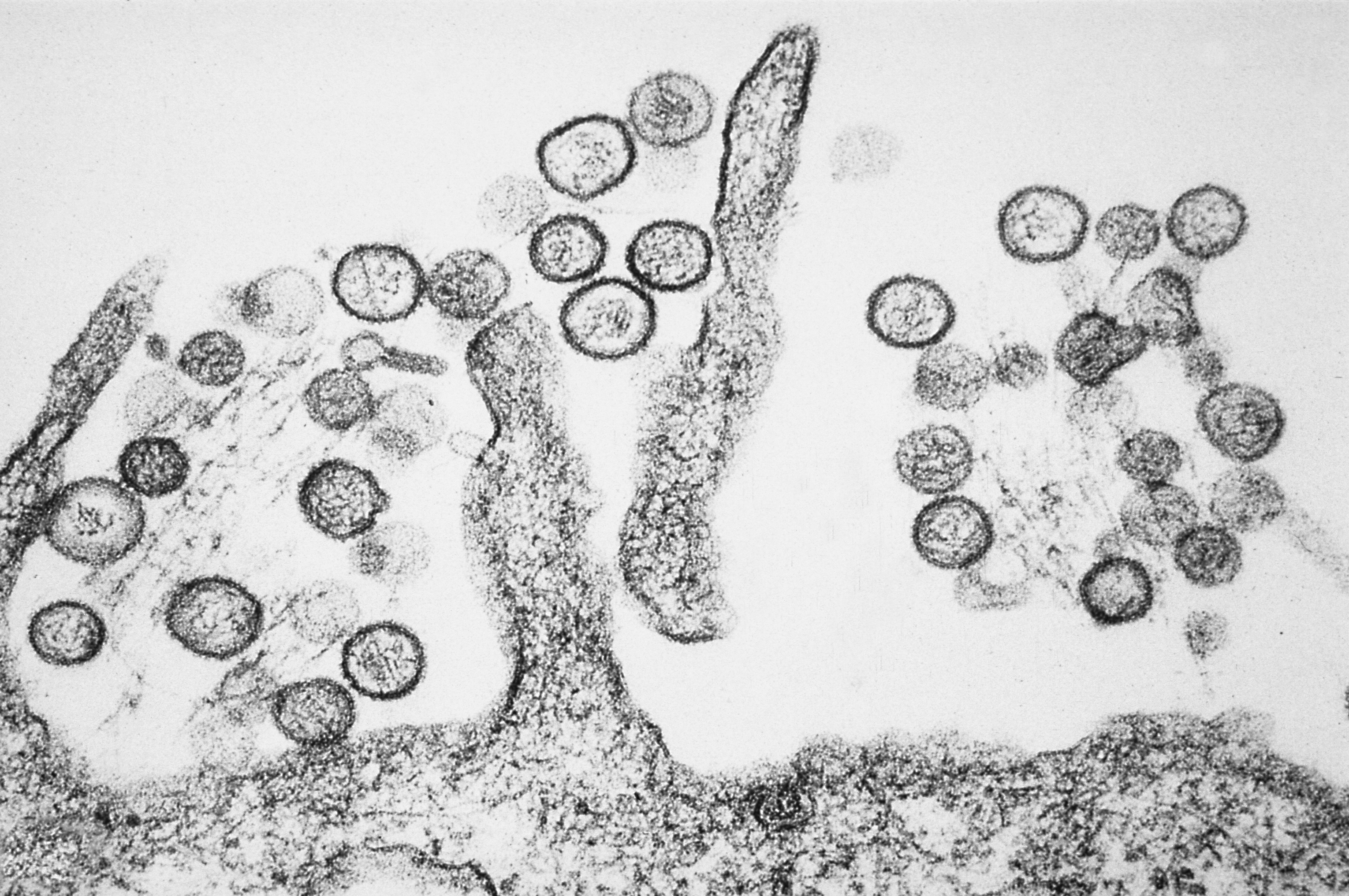
ハンタウイルス（ハンタウイルス肺症候群の原因ウイルス）の電子顕微鏡像

腎症候性出血熱（じんしょうこうせいしゅっけつねつ、英:hemorrhagic fever with renal syndrome, HFRS）とは、ハンタウイルス属のウイルス感染を原因とする人獣共通感染症。ハンタウイルス属はブニヤウイルス科に属するRNAウイルスの一属。自然宿主は齧歯類であり、齧歯類では不顕性感染を示す。ヒトへの感染は感染動物の排泄物の飛沫を吸引することにより、あるいは咬傷を受けることにより成立する。ヒトでの症状は発熱、頭痛、腎不全、皮下および臓器における出血。治療は対症療法による。

## 原因ウイルス
腎症候性出血熱の原因ウイルスは、ブニヤウイルス科ハンタウイルス属に属すハンターンウイルス（HTNV、宿主はApodemus agrarius）、ソウルウイルス（SEOV、宿主はRattus norvegicus）、ドブラバウイルス、タイランドウイルス、プーマラウイルス、アムールウイルス(AMRV)、Soochongウイルス、などがあげられる。プーマラウイルスは病原性が低く、それによって引き起こされる病名は流行性腎症と呼ばれている。

## 歴史と現状
1931年に中国北東部で最初に記録され、1955年以降多くの地区で感染している。中国では31の1級行政区中28の地域で土着感染しており、世界中のHFRS患者の90％を占めている。中国では、1950年から1997年の間に、患者120万人と死者44,300人が発生した。
中国本土の各県でのHFRS上位6省は、黒龍江省、山東省、浙江省、湖南省、河北省および湖北省で、患者の約70％は上記の６省から報告された。新疆ウイグル自治区、チベット自治区および青海省のみが、一度もHFRS患者を報告していない。

## 研究
- アメリカの生物兵器を研究する機関の一つアメリカ陸軍感染症医学研究所は、1970年代に腎症候性出血熱の研究を行っていたとされ、1971年から1976年7月にかけて韓国内で大量の胎児の腎臓を買い付けていたことが明らかになっている[2]。